# Phacomatose
Une phacomatose (du grec "Phakos" = lentille) est une maladie impliquant une anomalie de développement du tissu ectodermique lors de l'histogénèse (phase précédant l'organogénèse) et ce, par atteinte des cellules du blastème primitif. Cela aboutit à des malformations diverses du système nerveux, cutané, et ophtalmique. On notera notamment des tumeurs de petite taille (phacomes) disposées sur ces mêmes organes et systèmes. Les phacomatoses sont souvent héréditaires car souvent d'origine génétique.
- la neurofibromatose type 1 (NF-1) ou maladie de Von Recklinghausen.
- la neurofibromatose type 2 (NF-2)
- la sclérose tubéreuse de Bourneville
- le syndrome de Sturge-Weber ou syndrome de Sturge-Weber-Krabbe
- le syndrome d'Abdallat-Davis-Farrage
- la maladie de Von Hippel-Lindau
- la maladie de Rendu-Osler
- l'ataxie télangiectasie